# Bryan Adams diskografi

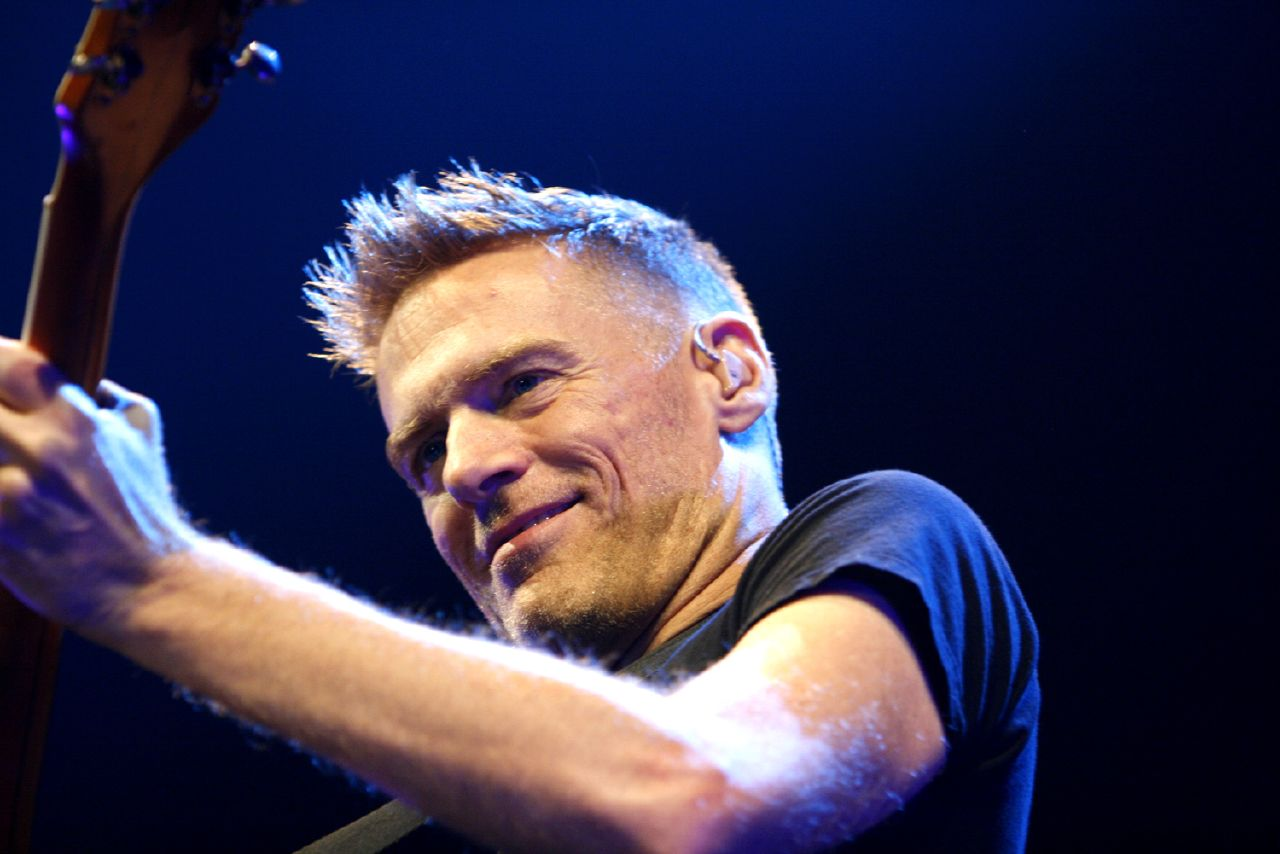
Bryan Adams under en konsert i Hamburg 2007.

Denna artikel innehåller den kanadensiska rockmusikern Bryan Adams diskografi.

## Diskografi

### Studioalbum
| År   | Titel                                                                                       | Listplaceringar | Listplaceringar | Listplaceringar | Listplaceringar | Listplaceringar | Listplaceringar | Listplaceringar | Listplaceringar | Listplaceringar | Listplaceringar | Certifieringar                                             |
| År   | Titel                                                                                       | CAN             | AUS             | AUT             | GER             | NOR             | NLD             | SWE             | SWI             | US              | UK              | Certifieringar                                             |
| ---- | ------------------------------------------------------------------------------------------- | --------------- | --------------- | --------------- | --------------- | --------------- | --------------- | --------------- | --------------- | --------------- | --------------- | ---------------------------------------------------------- |
| 1980 | Bryan Adams - Utgivet: 12 februari 1980 - Skivbolag: A&M - Format: CD, CC, LP               | 75              | —               | —               | —               | —               | —               | —               | —               | —               | —               |                                                            |
| 1981 | You Want It You Got It - Utgivet: 1981 - Skivbolag: A&M - Format: CD, CC, LP                | 50              | —               | —               | —               | —               | —               | —               | —               | 118             | 78              | CAN: Guld                                                  |
| 1983 | Cuts Like a Knife - Utgivet: Januari 1983 - Skivbolag: A&M - Format: CD, CC, LP             | 8               | —               | —               | 24              | —               | —               | 22              | —               | 8               | 21              | CAN: 3x Platino US: Platina UK: Silver SVI: Guld           |
| 1984 | Reckless - Utgivet: 5 november 1984 - Skivbolag: A&M - Format: CD, CC, LP                   | 1               | —               | —               | 19              | 11              | 2               | 5               | 10              | 1               | 7               | CAN: Diamant US: 5x Platina UK 3x Platina SVI: Platina     |
| 1987 | Into the Fire - Utgivet: 30 mars 1987 - Skivbolag: A&M - Format: CD, CC, LP                 | 2               | —               | 13              | 7               | 16              | 4               | 3               | 4               | 7               | 10              | CAN: 3x Platina US: Platina UK: Platina SVI: Platina       |
| 1991 | Waking Up the Neighbours - Utgivet: 24 september 1991 - Skivbolag: A&M - Format: CD, CC, LP | 1               | 1               | 1               | 8               | 1               | 2               | 1               | 1               | 6               | 1               | CAN: Diamant US: 4x Platina UK: 3x Platina SVI: 4x Platina |
| 1996 | 18 til I Die - Utgivet: 4 juni 1996 - Skivbolag: A&M - Format: CD, CC, LP                   | 4               | 2               | 2               | 4               | 7               | 9               | 5               | 2               | 31              | 1               | CAN: 3x Platina US: Platina UK: 2x Platina SVI: Platina    |
| 1998 | On a Day Like Today - Utgivet: 27 oktober 1998 - Skivbolag: A&M - Format: CD, LP            | 3               | 38              | 4               | 5               | 34              | 24              | 27              | 2               | 103             | 11              | CAN: 2x Platina UK: Platina SVI: Platina                   |
| 2004 | Room Service - Utgivet: 19 oktober 2004 - Skivbolag: Universal - Format: CD, CC, LP         | 2               | 15              | 3               | 21              | 18              | 3               | 19              | 1               | 134             | 4               | CAN: Platina UK: Guld SVI: Guld                            |
| 2008 | 11 - Utgivet: 17 mars 2008 - Skivbolag: Universal - Format: CD, CC, LP                      | 1               | 35              | 2               | 14              | 39              | 8               | 30              | 1               | 80              | 6               | SVI: Guld                                                  |
| 2014 | Tracks of My Years - Utgivet: 30 september 2014 - Skivbolag: Verve - Format: CD             | 1               | 61              | 5               | 5               | –               | 41              | —               | 6               | 89              | 11              |                                                            |
| 2015 | Get Up! - Utgivet: 2 oktober 2015 - Skivbolag: Universal - Format: CD, LP                   | —               | 6               | —               | 3               | —               | 13              | 9               | —               | —               | —               |                                                            |

### Live, samlingar & soundtrack-album
| År   | Titel                                                                                         | Listplaceringar | Listplaceringar | Listplaceringar | Listplaceringar | Listplaceringar | Listplaceringar | Listplaceringar | Listplaceringar | Listplaceringar | Listplaceringar | Certifieringar                                                |
| År   | Titel                                                                                         | CAN             | AUS             | AUT             | GER             | NOR             | NLD             | SWE             | SWI             | US              | UK              | Certifieringar                                                |
| ---- | --------------------------------------------------------------------------------------------- | --------------- | --------------- | --------------- | --------------- | --------------- | --------------- | --------------- | --------------- | --------------- | --------------- | ------------------------------------------------------------- |
| 1988 | Live! Live! Live! - Utgivet: 1988 - Skivbolag: A&M - Format: CD, CS, LP                       | —               | —               | 17              | 26              | —               | 57              | 22              | 21              | —               | 17              | CAN: Guld                                                     |
| 1993 | So Far So Good - Utgivet: 2 november 1993 - Skivbolag: A&M - Format: CD, CS, LP               | 2               | 1               | 1               | 1               | 1               | 1               | 1               | 1               | 6               | 1               | CAN: 6x Platina US: 4x Platina UK: 5x Platina SVI: 4x Platina |
| 1997 | MTV Unplugged - Utgivet: 9 december 1997 - Skivbolag: A&M - Format: CD, CS, LP                | 10              | 28              | 7               | 8               | 22              | 15              | 54              | 3               | 88              | 19              | UK: Guld SVI: Platina                                         |
| 1999 | The Best of Me - Utgivet: 21 september 1999 - Skivbolag: A&M - Format: CD, CS, LP             | 14              | 18              | 4               | 7               | 2               | 13              | 20              | 3               | —               | 12              | CAN: 3x Platina UK: Platina SVI: Platina                      |
| 2002 | Spirit: Stallion of the Cimarron - Utgivet: 14 maj 2002 - Skivbolag: A&M - Format: CD, CS, LP | —               | —               | 6               | 7               | 19              | 22              | 24              | 6               | 40              | 8               | US: Guld UK: Silver SVI: Guld                                 |
| 2005 | Anthology - Utgivet: 18 oktober 2005 - Skivbolag: Universal - Format: CD, CS, LP              | 4               | —               | 28              | 30              | —               | —               | —               | 39              | 65              | 30              | CAN: 2x Platina UK: Guld                                      |

### Singlar
| År   | Titel                                            | Listplaceringar | Listplaceringar | Listplaceringar | Listplaceringar | Listplaceringar | Listplaceringar | Listplaceringar | Listplaceringar | Listplaceringar | Listplaceringar | Listplaceringar | Album                            |
| År   | Titel                                            | CAN             | AUS             | AUT             | GER             | NOR             | NLD             | SWE             | SWI             | UK              | US              | US Main         | Album                            |
| ---- | ------------------------------------------------ | --------------- | --------------- | --------------- | --------------- | --------------- | --------------- | --------------- | --------------- | --------------- | --------------- | --------------- | -------------------------------- |
| 1979 | "Let Me Take You Dancing"                        | 90              | —               | —               | —               | —               | —               | —               | —               | —               | —               | —               | N/A                              |
| 1980 | "Hidin' from Love"                               | 64              | —               | —               | —               | —               | —               | —               | —               | —               | —               | —               | Bryan Adams                      |
| 1980 | "Give Me Your Love"                              | 91              | —               | —               | —               | —               | —               | —               | —               | —               | —               | —               | Bryan Adams                      |
| 1980 | "Remember"                                       | —               | —               | —               | —               | —               | —               | —               | —               | —               | —               | —               | Bryan Adams                      |
| 1981 | "Lonely Nights"                                  | —               | —               | —               | —               | —               | —               | —               | —               | —               | 84              | 3               | You Want It You Got It           |
| 1981 | "Coming Home"                                    | —               | —               | —               | —               | —               | —               | —               | —               | —               | —               | —               | You Want It You Got It           |
| 1981 | "Fits Ya Good"                                   | 30              | —               | —               | —               | —               | —               | —               | —               | —               | —               | 15              | You Want It You Got It           |
| 1983 | "Straight from the Heart"                        | 20              | —               | —               | —               | —               | —               | —               | —               | 51              | 10              | 32              | Cuts Like a Knife                |
| 1983 | "Cuts Like a Knife"                              | 12              | —               | —               | —               | —               | —               | —               | —               | —               | 15              | 6               | Cuts Like a Knife                |
| 1983 | "This Time"                                      | 32              | —               | —               | —               | —               | —               | —               | —               | 41              | 24              | 21              | Cuts Like a Knife                |
| 1983 | "The Only One"                                   | —               | —               | —               | —               | —               | —               | —               | —               | —               | —               | 44              | Cuts Like a Knife                |
| 1983 | "Take Me Back"                                   | —               | —               | —               | —               | —               | —               | —               | —               | —               | —               | 21              | Cuts Like a Knife                |
| 1984 | "Run to You"                                     | 12              | —               | —               | —               | —               | —               | —               | —               | 11              | 6               | 1               | Reckless                         |
| 1985 | "Somebody"                                       | 13              | —               | —               | —               | —               | —               | —               | —               | 35              | 11              | 1               | Reckless                         |
| 1985 | "Heaven"                                         | 11              | —               | —               | 28              | 3               | —               | 8               | 14              | 38              | 1               | 27              | Reckless                         |
| 1985 | "Summer of '69"                                  | 11              | —               | 17              | 62              | 9               | —               | 13              | —               | 42              | 5               | 40              | Reckless                         |
| 1985 | "One Night Love Affair"                          | 19              | —               | —               | —               | —               | —               | —               | —               | —               | 13              | 7               | Reckless                         |
| 1985 | "It's Only Love" (med Tina Turner)               | 14              | —               | 30              | 44              | —               | —               | —               | —               | 29              | 15              | 7               | Reckless                         |
| 1985 | "Christmas Time"                                 | 39              | —               | —               | 67              | 2               | —               | 19              | 18              | 55              | —               | 31              | Single Release Only              |
| 1987 | "Heat of the Night"                              | 7               | —               | —               | 33              | 6               | —               | 7               | 17              | 50              | 6               | 2               | Into the Fire                    |
| 1987 | "Hearts on Fire"                                 | 25              | —               | —               | —               | —               | —               | —               | —               | 57              | 26              | 3               | Into the Fire                    |
| 1987 | "Victim of Love"                                 | 53              | —               | —               | —               | —               | —               | —               | —               | 68              | 32              | 10              | Into the Fire                    |
| 1987 | "Only the Strong Survive"                        | 47              | —               | —               | —               | —               | —               | —               | —               | —               | —               | —               | Into the Fire                    |
| 1987 | "Into the Fire"                                  | —               | —               | —               | —               | —               | —               | —               | —               | —               | —               | 6               | Into the Fire                    |
| 1987 | "Another Day"                                    | —               | —               | —               | —               | —               | —               | —               | —               | —               | —               | 33              | Into the Fire                    |
| 1991 | "(Everything I Do) I Do It for You"              | 1               | 1               | 1               | 1               | 1               | —               | 1               | 1               | 1               | 1               | 10              | Waking Up the Neighbours         |
| 1991 | "Can't Stop This Thing We Started"               | 1               | 9               | 14              | 14              | 7               | —               | 3               | 8               | 12              | 2               | 2               | Waking Up the Neighbours         |
| 1991 | "There Will Never Be Another Tonight"            | 2               | 30              | —               | —               | —               | —               | 33              | —               | 32              | 31              | 6               | Waking Up the Neighbours         |
| 1992 | "Thought I'd Died and Gone to Heaven"            | 1               | 13              | —               | 47              | —               | —               | —               | —               | 8               | 13              | 14              | Waking Up the Neighbours         |
| 1992 | "All I Want Is You"                              | —               | 31              | —               | —               | —               | —               | —               | —               | 22              | —               | —               | Waking Up the Neighbours         |
| 1992 | "Do I Have to Say the Words?"                    | 2               | —               | —               | 75              | —               | —               | —               | —               | 30              | 11              | —               | Waking Up the Neighbours         |
| 1992 | "Touch the Hand"                                 | 38              | —               | —               | —               | —               | —               | —               | —               | —               | —               | 13              | Waking Up the Neighbours         |
| 1993 | "Please Forgive Me"                              | 1               | 1               | 2               | 3               | 1               | 3               | 2               | 2               | 2               | 7               | —               | So Far So Good                   |
| 1993 | "All for Love" (med Rod Stewart och Sting)       | 1               | 1               | 1               | 1               | 1               | 3               | 1               | 1               | 2               | 1               | —               | Från filmen De tre musketörerna  |
| 1995 | "Have You Ever Really Loved a Woman?"            | 1               | 1               | 1               | 3               | 5               | 2               | 1               | 1               | 4               | 1               | —               | Don Juan De Marco                |
| 1995 | "Rock Steady" (med Bonnie Raitt)                 | 12              | —               | —               | —               | —               | —               | —               | —               | 50              | 73              | —               | Road Tested                      |
| 1996 | "The Only Thing That Looks Good on Me Is You"    | 1               | 19              | —               | 44              | —               | 21              | 24              | 5               | 6               | 52              | —               | 18 til I Die                     |
| 1996 | "Let's Make a Night to Remember"                 | 1               | 7               | 34              | 57              | —               | —               | 39              | 41              | 10              | 24              | —               | 18 til I Die                     |
| 1996 | "Star"                                           | —               | —               | —               | 76              | —               | —               | —               | —               | 13              | —               | —               | 18 til I Die                     |
| 1996 | "18 til I Die"                                   | 21              | —               | —               | 85              | —               | 86              | —               | —               | 22              | —               | —               | 18 til I Die                     |
| 1996 | "I Finally Found Someone" (med Barbra Streisand) | 14              | 2               | 23              | 53              | —               | 16              | 9               | 17              | 10              | 8               | —               | NA                               |
| 1997 | "Back to You"                                    | 1               | 38              | —               | 62              | —               | 77              | 56              | —               | 18              | —               | 38              | MTV Unplugged                    |
| 1998 | "I'm Ready"                                      | 11              | —               | —               | 66              | —               | 24              | —               | —               | 20              | —               | —               | MTV Unplugged                    |
| 1998 | "On a Day Like Today"                            | 14              | —               | 32              | 53              | —               | 66              | —               | 32              | 13              | —               | —               | On a Day Like Today              |
| 1998 | "When You're Gone" (med Melanie C)               | 13              | 4               | 14              | 14              | 6               | 7               | 8               | 11              | 3               | —               | —               | On a Day Like Today              |
| 1999 | "Cloud Number Nine"                              | 8               | —               | 13              | 33              | —               | 62              | 43              | 26              | 6               | —               | —               | On a Day Like Today              |
| 1999 | "The Best of Me"                                 | 10              | —               | 37              | 65              | —               | 67              | —               | 31              | 47              | —               | —               | The Best of Me                   |
| 2000 | "Don't Give Up" (Chicane med Bryan Adams)        | —               | 6               | —               | 24              | 6               | 21              | 51              | 42              | 1               | —               | —               | Behind the Sun                   |
| 2000 | "Inside Out"                                     | —               | —               | —               | 66              | 38              | 91              | —               | 53              | —               | —               | —               | On a Day Like Today              |
| 2002 | "Here I Am"                                      | —               | —               | 12              | 17              | 17              | 30              | 15              | 24              | 5               | —               | —               | Spirit: Stallion of the Cimarron |
| 2004 | "Open Road"                                      | 1               | —               | 35              | 23              | 12              | 28              | —               | 17              | 21              | —               | —               | Room Service                     |
| 2004 | "Flying"                                         | —               | —               | —               | 68              | 41              | 86              | —               | 51              | 37              | —               | —               | Room Service                     |
| 2005 | "Room Service"                                   | —               | —               | —               | 74              | —               | —               | —               | —               | —               | —               | —               | Room Service                     |
| 2005 | "This Side of Paradise"                          | —               | —               | —               | —               | —               | —               | —               | —               | —               | —               | —               | Room Service                     |
| 2008 | "I Thought I'd Seen Everything"                  | 47              | —               | 41              | 55              | 8               | —               | —               | 52              | 146             | —               | —               | 11                               |
| 2008 | "Tonight We Have the Stars"                      | —               | —               | —               | —               | —               | —               | —               | —               | —               | —               | —               | 11                               |

## Videografi

### Videoalbum
| År   | Detaljer                                                                                        |
| ---- | ----------------------------------------------------------------------------------------------- |
| 1997 | MTV Unplugged - Utgivet: 9 december 1997 - Bolag: A&M - Format: VHS, DVD                        |
| 2001 | Live at Slane Castle, Ireland - Utgivet: 11 december 2001 - Bolag: Universal - Format: VHS, DVD |
| 2003 | Live at the Budokan - Utgivet: 9 juni 2003 - Bolag: Universal - Format: DVD                     |
| 2005 | Live in Lisbon - Utgivet: 2 december 2005 - Bolag: Universal - Format: DVD                      |

### Musikvideor
| År   | Titel                                         | Regissör                   | Ref.   |
| ---- | --------------------------------------------- | -------------------------- | ------ |
| 1980 | "Sleepless Nights"                            | Marcus Nispel              | [ 18 ] |
| 1983 | "Cuts Like a Knife"                           | Steve Barron               | [ 19 ] |
| 1983 | "This Time"                                   | Steve Barron               | [ 20 ] |
| 1984 | "Heaven"                                      | Steve Barron               | [ 21 ] |
| 1984 | "Summer of '69"                               | Steve Barron               | [ 22 ] |
| 1984 | "Somebody"                                    | Steve Barron               | [ 23 ] |
| 1984 | "Kids Wanna Rock"                             | Steve Barron               | [ 24 ] |
| 1985 | "Run to You"                                  | Steve Barron               | [ 25 ] |
| 1987 | "Heat of the Night"                           | Wayne Isham                | [ 26 ] |
| 1987 | "Victim of Love"                              | Dominic Sena               | [ 27 ] |
| 1991 | "(Everything I Do) I Do It for You"           | Julien Temple              | [ 28 ] |
| 1991 | "There Will Never Be Another Tonight"         | Steve Barron               | [ 29 ] |
| 1991 | "All I Want Is You"                           | Kevin Godley               | [ 30 ] |
| 1991 | "Can't Stop This Thing We Started"            | Kevin Godley               | [ 31 ] |
| 1992 | "Thought I'd Died and Gone to Heaven"         | Kevin Godley               | [ 32 ] |
| 1992 | "Do I Have to Say the Words?"                 | Anton Corbijn              | [ 33 ] |
| 1993 | "All for Love"                                | David Hogan                | [ 34 ] |
| 1995 | "Have You Ever Really Loved a Woman?"         | Anton Corbijn              | [ 35 ] |
| 1996 | "Let's Make a Night to Remember"              | Matthew Rolston            | [ 36 ] |
| 1996 | "The Only Thing That Looks Good on Me Is You" | Matthew Rolston            | [ 37 ] |
| 1997 | "Back to You"                                 | Milton Lage                | [ 38 ] |
| 1997 | "18 til I Die"                                | David Mould                | [ 39 ] |
| 1998 | "I'm Ready"                                   | Nigel Dick                 | [ 40 ] |
| 1998 | "On a Day Like Today"                         | Joseph Kahn                | [ 41 ] |
| 1999 | "The Best of Me"                              | Paul Boyd                  | [ 42 ] |
| 1999 | "Inside Out"                                  | Marcus Nispel              | [ 43 ] |
| 1999 | "Cloud Number Nine"                           | Joe Rey                    | [ 44 ] |
| 2000 | "Don't Give Up"                               | Sven Harding               | [ 45 ] |
| 2002 | "Here I Am"                                   | Mike Lipscombe             | [ 46 ] |
| 2004 | "Open Road"                                   | Tomorrow's Brightest Minds | [ 47 ] |
| 2004 | "Flying"                                      | Kevin Godley               | [ 48 ] |
| 2005 | "This Side of Paradise"                       | Dick Caruthers             | [ 49 ] |
| 2008 | "I Thought I'd Seen Everything"               | Bryan Adams                | [ 50 ] |
| 2008 | "Tonight We Have the Stars"                   | Bryan Adams                | [ 50 ] |